# Системи опалення будівель

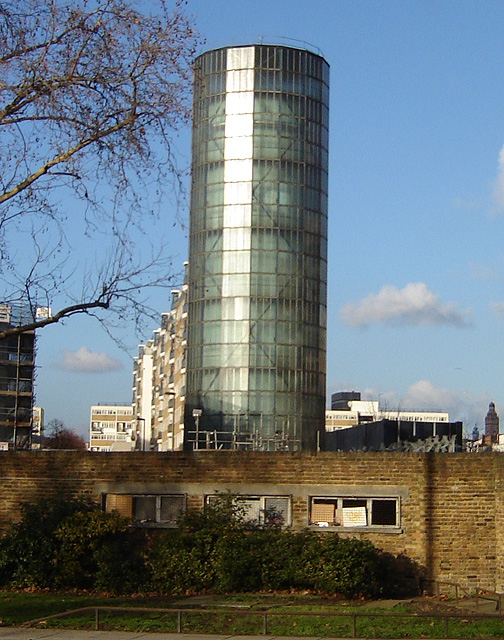
Автономна опалювальна котельня

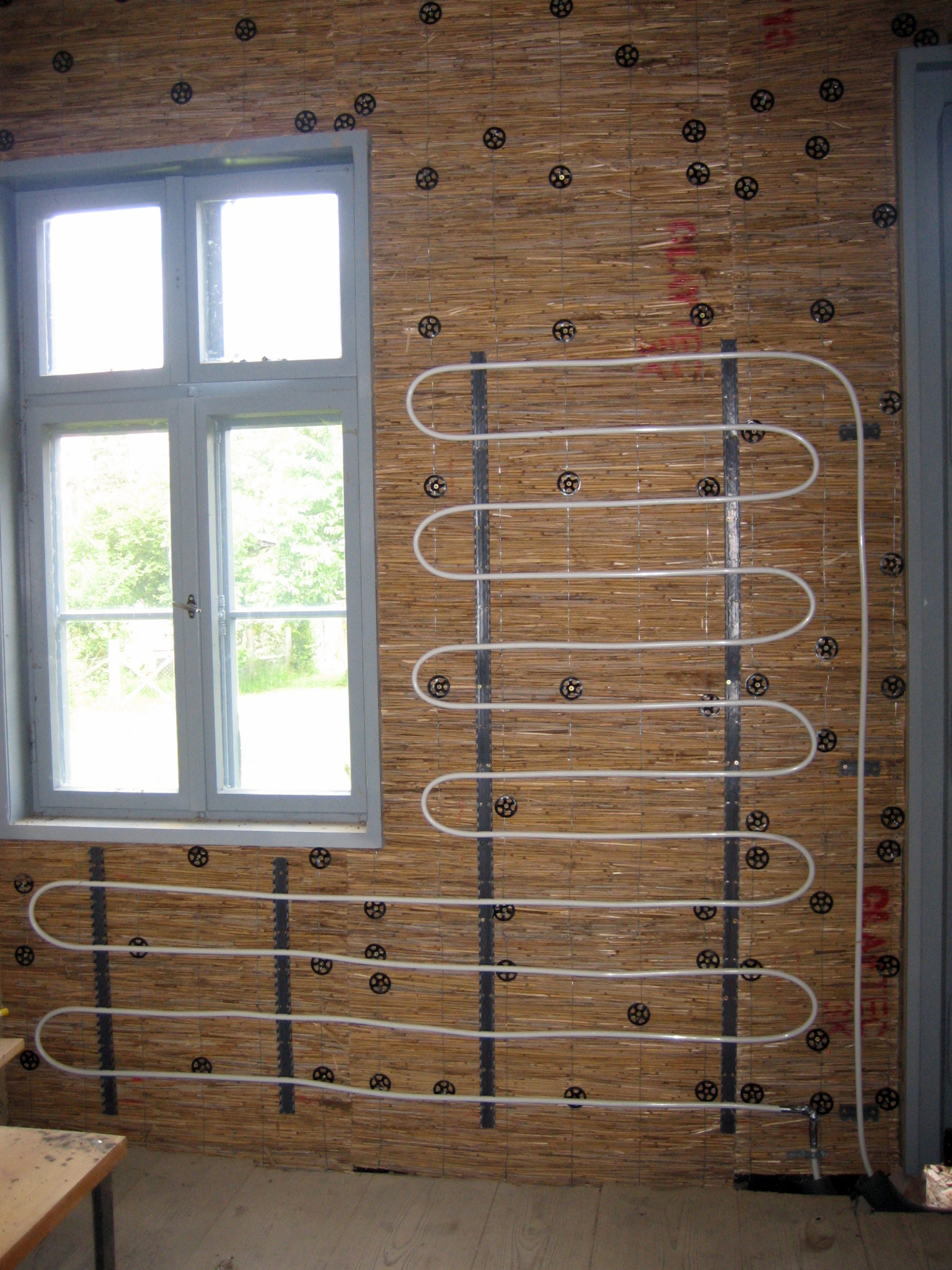

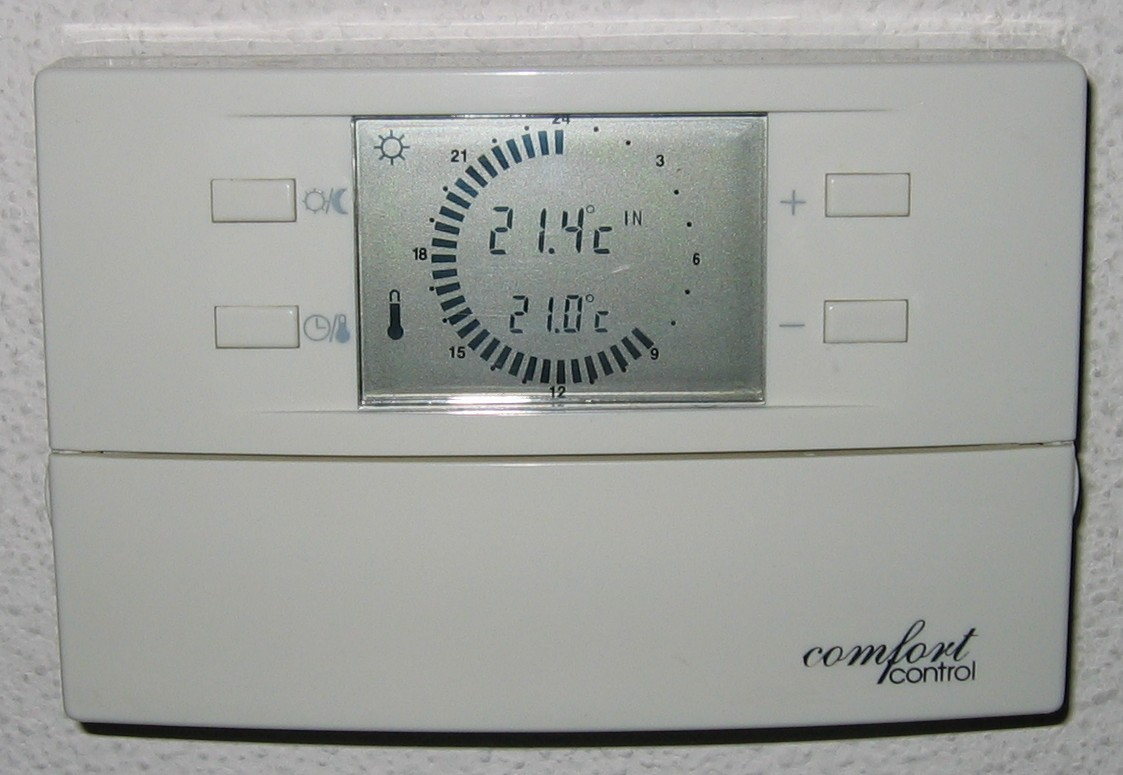
Електронне табло котла

Систе́ми опа́лення являють собою комплекс елементів призначений для отримання, переносу та передачі необхідної кількості теплоти в опалюване приміщення, та включає в себе три основні елементи:
1. Джерело теплоти (теплогенератор при місцевому або теплообмінник при централізованому теплопостачанні) — елемент призначений для отримання теплоти та передачі її теплоносію;
2. Теплопровід — елемент для транспортування теплоти від джерела теплоти до опалювального приладу;
3. Опалювальний прилад – елемент для передачі теплоти в приміщення.

Теплоносієм для систем опалення може бути будь-яке середовище, яке має здатність акумулювати теплову енергію — рухоме, дешеве, задовольняє санітарні норми та дає змогу контролювати відпуск теплоти. Найпоширеніші — вода, пара та повітря.

## Класифікація

### Основні вимоги
| За взаємним розташуванням основних елементів систем опалення: | За видом теплоносія центральні системи опалення: | За засобом циркуляції центральні та місцеві системи водяного та повітряного опалення:       | За параметрами теплоносія центральні системи водяного та парового опалення: |  |
| ------------------------------------------------------------- | ------------------------------------------------ | ------------------------------------------------------------------------------------------- | --------------------------------------------------------------------------- |  |
| Місцеві                                                       | Водяні                                           | Системи з природною циркуляцією за рахунок різниці густини холодного і гарячого теплоносія; | Водяні низькотемпературні (до 100 °C);                                      |  |
| Центральні                                                    | Парові                                           | Системи з примусовою циркуляцією за рахунок роботи насоса.                                  | Водяні високотемпературні (від 100 °C);                                     |  |
|                                                               | Комбіновані                                      |                                                                                             | Парові низького тиску (до 0,17 МПа);                                        |  |
|                                                               |                                                  |                                                                                             | Парові високого тиску (0,17—0,3МПа);                                        |  |

### Вимоги до систем опалення
- Санітарно-гігієнічні — забезпечення та підтримка в приміщенні потрібних температур;
- Економічні — забезпечення мінімуму приведених затрат (капітальні та на експлуатацію);
- Будівельні — ув'язка з будівельними конструкціями;
- Монтажні — забезпечення монтажу систем опалення індустріальними методами;
- Експлуатаційні — простота та зручність обслуговування, керування та ремонту, надійність та безпечність систем і безперебійність їх роботи;
- Естетичні — гарне співвідношення з внутрішнім архітектурним оздобленням приміщення.